# Христоф Ольденбурзький
Христоф Ольденбурзький (нім. Christoph, Graf von Oldenburg; бл. 1504 — 4 серпня 1566) — німецький граф, регент у східній Данії між 1534–36 роками під час графської війни, яка була названа на його честь.

## Біографія

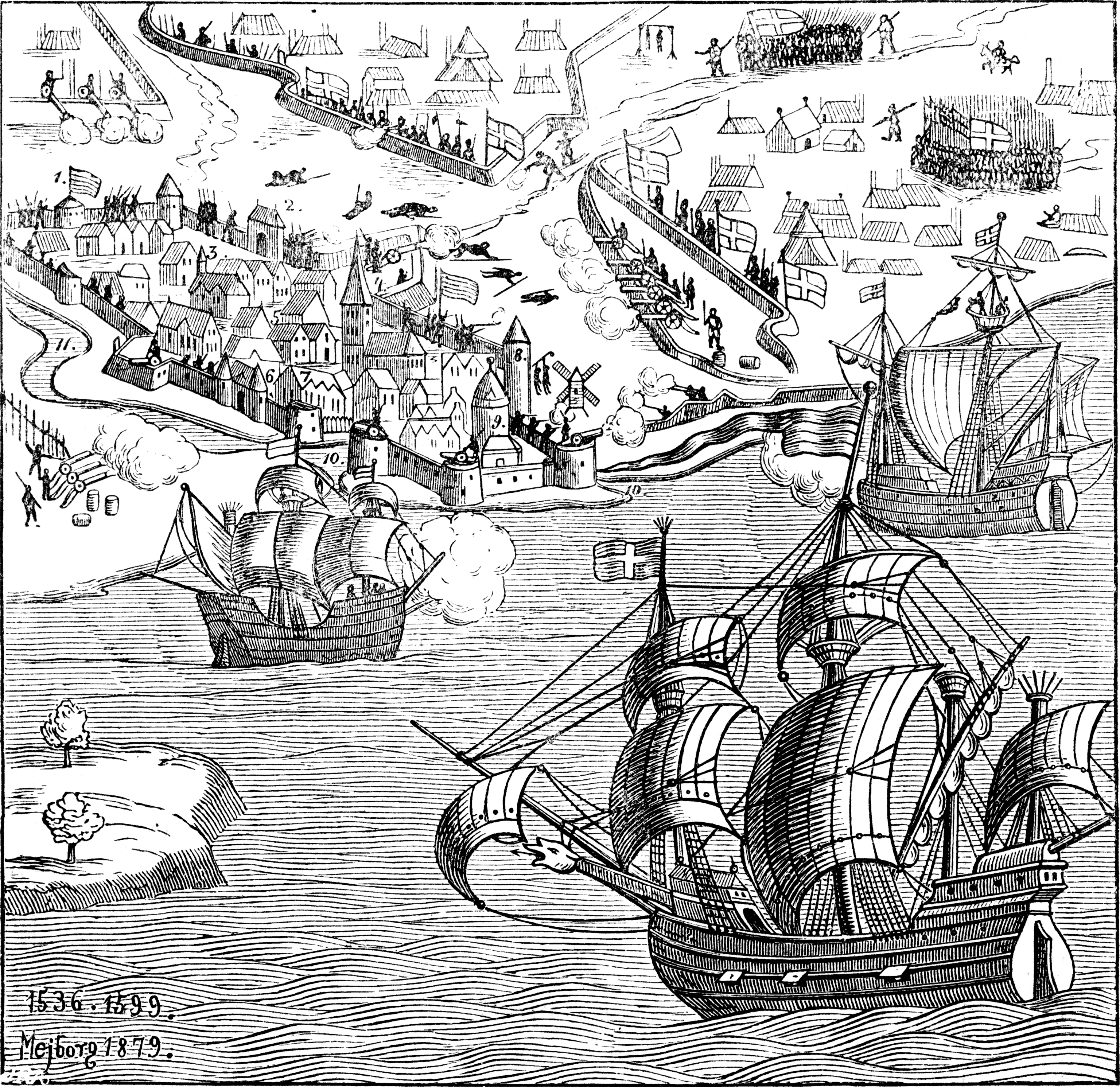
Облога Копенгагена (1535—1536), різьба по дереву Германа Гамельмана (1903)

Христоф був третім сином графа Йогана V Ольденбурзького та принцеси Анни Ангальт-Цербстської. Він був онуком Герхарда Ольденбурзького, який був братом короля Данії Кристіана I. У юності Христоф отримав духовну освіту, але він обрав військову кар'єру. Мешкав в Кельні з 1517 по 1524 роки з невеликими перервами.
Як двоюрідний брат Кристіана II і Кристіана III він цікавився скандинавською політикою. Коли в 1534 році в Данії спалахнула громадянська війна після смерті Фредеріка I, Христоф, який прийняв протестантство, був найнятий Любеком, щоб очолити союзне військо данських простолюдинів, Любека та протестантів проти Кристіана III і данської знаті. Формальною метою цього союзу було відновлення Кристіана II.
Після хорошого початку, коли він став володарем Зеландії та Сканії з титулом регента та завоював Фюн, він зазнав серйозних невдач і посварився зі своїми союзниками. Крім того, Любек залучив Альбрехта VII Мекленбург-Гюстровського до альянсу, пропонуючи йому данську корону, що породило суперечності між двома воєначальниками. Завоювання Кристіаном III Ютландії та Фюна та відступ Сканії стали крахом позицій Христофора. У 1535—1536 роках Христоф з Альбрехтом перебували в облозі у Копенгагені. Згодом вони капітулювали.
Після поразки Христоф повернувся до Ольденбурга, але кілька разів втручався у війни в Північній Німеччині. Серед іншого, він планував вторгнення до Швеції та підтримував військовий союз лютеранських князів, відомий як Шмалькальденська ліга. Останні роки життя провів у монастирі.